# 日高門別駅
日高門別駅（ひだかもんべつえき）は、北海道（日高振興局）沙流郡日高町門別本町（ほんちょう）にあった、北海道旅客鉄道（JR北海道）日高本線の駅（廃駅）である。電報略号はタモ。事務管理コードは▲132207。
1986年（昭和61年）10月まで運行されていた急行「えりも」の停車駅であった。

## 歴史

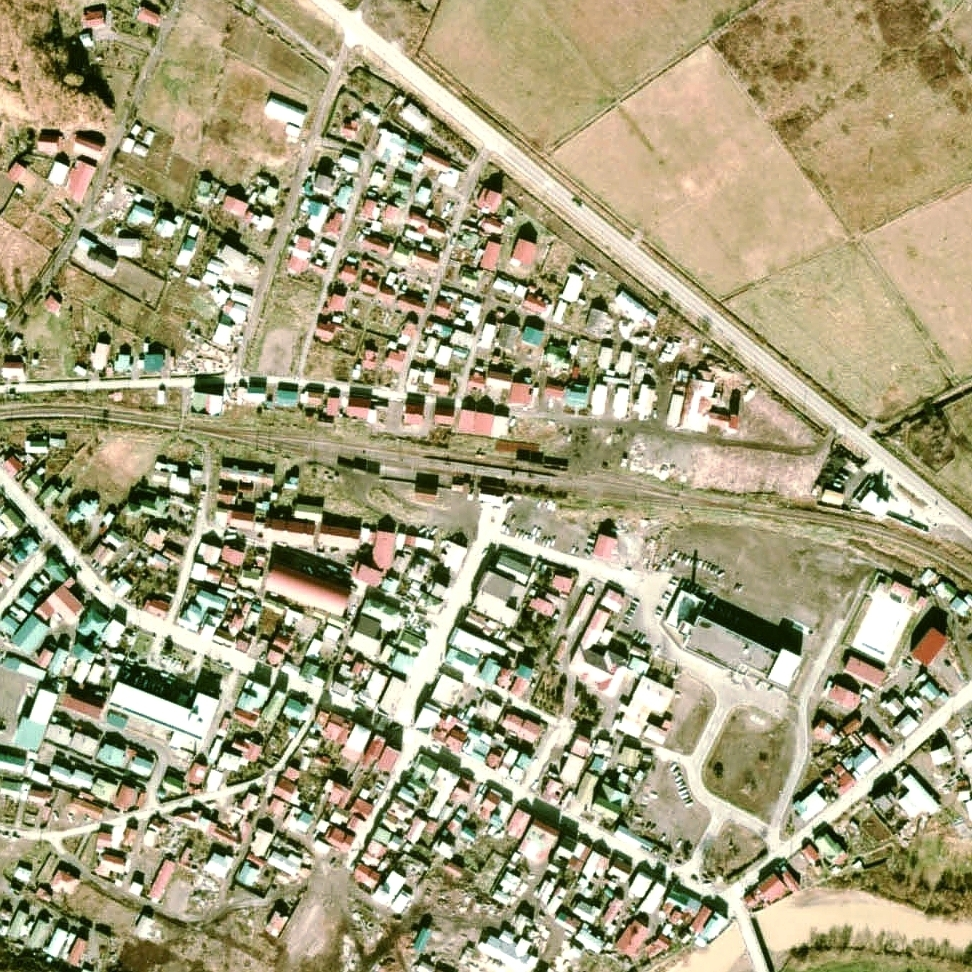
1975年の日高門別駅と周囲約500m範囲。右が静内方面。島式ホーム1面2線と駅舎横苫小牧側に貨物ホームと引込線、駅裏に貨物積み卸し線もしくは留置線を有している。駅表駅裏共に貨車や保線車両が留置されているのが見える。

- 1924年（大正13年）9月6日：日高拓殖鉄道佐瑠太駅（→富川駅） - 厚賀駅間延伸開通に伴い門別駅（もんべつえき）として開業[1]。一般駅[1]。
- 1925年（大正14年）2月10日：日高門別駅に改称[3]。
- 1927年（昭和2年）8月1日：日高拓殖鉄道が国有化により国有鉄道に移管[1]。線路名を日高線に改称、それに伴い同線の駅となる。
- 1943年（昭和18年）11月1日：線路名を日高本線に改称、それに伴い同線の駅となる。
- 1977年（昭和52年）2月1日：貨物・荷物取扱い廃止[4]。駅員無配置駅となり[5]、簡易委託化(運転要員は配置)[6]。
- 1987年（昭和62年）4月1日：国鉄分割民営化によりJR北海道に継承[1]。
- 1986年（昭和61年）11月1日：特殊自動閉塞式導入に伴い運転要員無人化[7]。
- 1990年（平成2年）：現駅舎竣工。
- 2010年（平成22年）3月31日：キヨスク閉店[8]。
- 2015年（平成27年）1月8日：厚賀駅 - 大狩部駅間の高波被害により列車の運行を休止[JR北 2]。
- 2021年（令和3年）4月1日：鵡川駅 - 様似駅間の廃止に伴い廃駅となる[JR北 1][運輸局 1]。
- 2022年（令和4年）6月12日：改修された旧駅舎が地域住民の交流・情報発信拠点としてリニューアルオープン[9]。

### 駅名の由来
所在地名（旧町名）に旧国名の「日高」を冠する。地名は、付近を流れる日高門別川のアイヌ語名「モペッ（mo-pet）」（静かな・川）に由来し、道内各所にある同語源の「もんべつ（紋別など）」と区別するために旧国名を冠した。

## 駅構造
島式ホーム1面2線を有していた地上駅で、列車交換可能な交換駅だった。駅舎側（南側）が上りの1番線、外側が下りの2番線となっていた。そのほか1番線の苫小牧方から分岐して駅舎東側部分までの行き止りの側線（横取線）を1線有していた。
静内駅が管理していた無人駅だった。かつてはキヨスク（営業時間8時00分から18時00分）が営業していたが、2010年（平成22年）3月に乗車券販売が簡易委託解除となると同時に閉店となった。
駅舎は構内の南側に位置し、ホーム東側を結ぶ長い通路で連絡していた。有人駅時代の駅舎は改築され、出入口のゲート状の屋根と柱（レトロな照明器具付き）が印象的な、サイディング張りの外壁を有する駅舎となっていた。駅舎内にトイレを有していた。また駅舎には最初から事務室が作られておらず、簡易委託受託者でもあったキヨスクと、町の特産品展示コーナー、観光案内図などがあった。

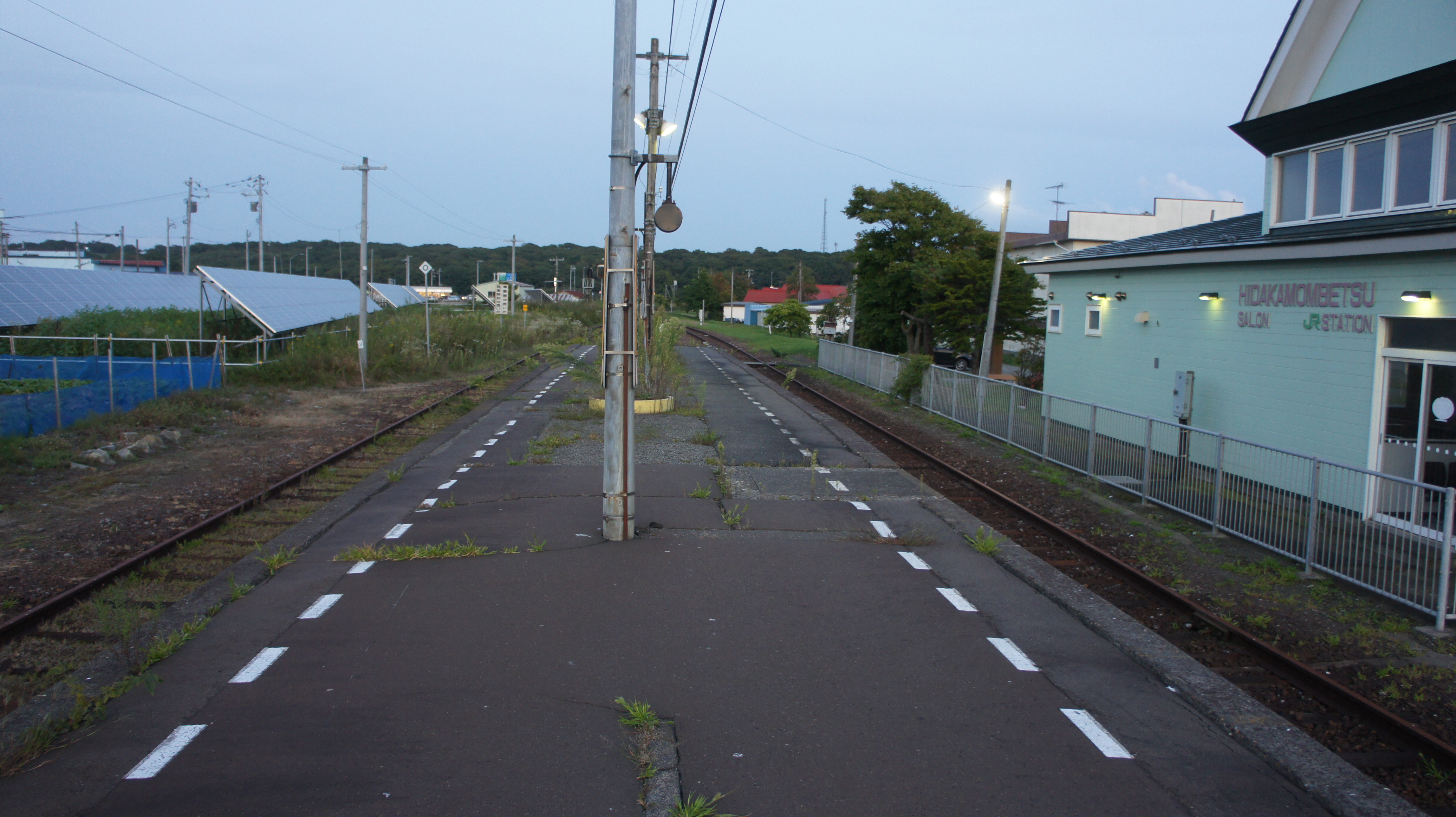
ホーム（2017年9月）
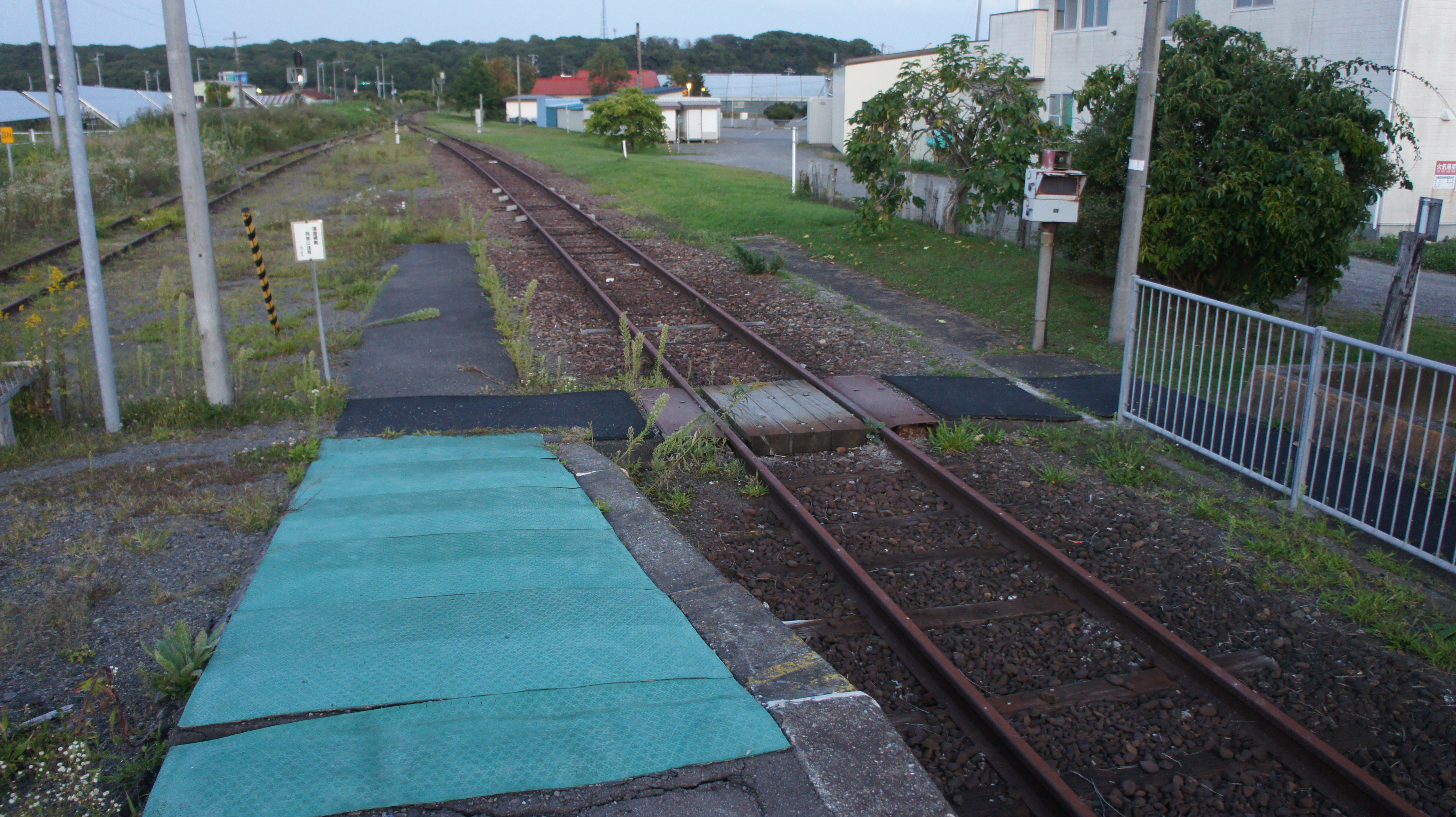
構内踏切（2017年9月）
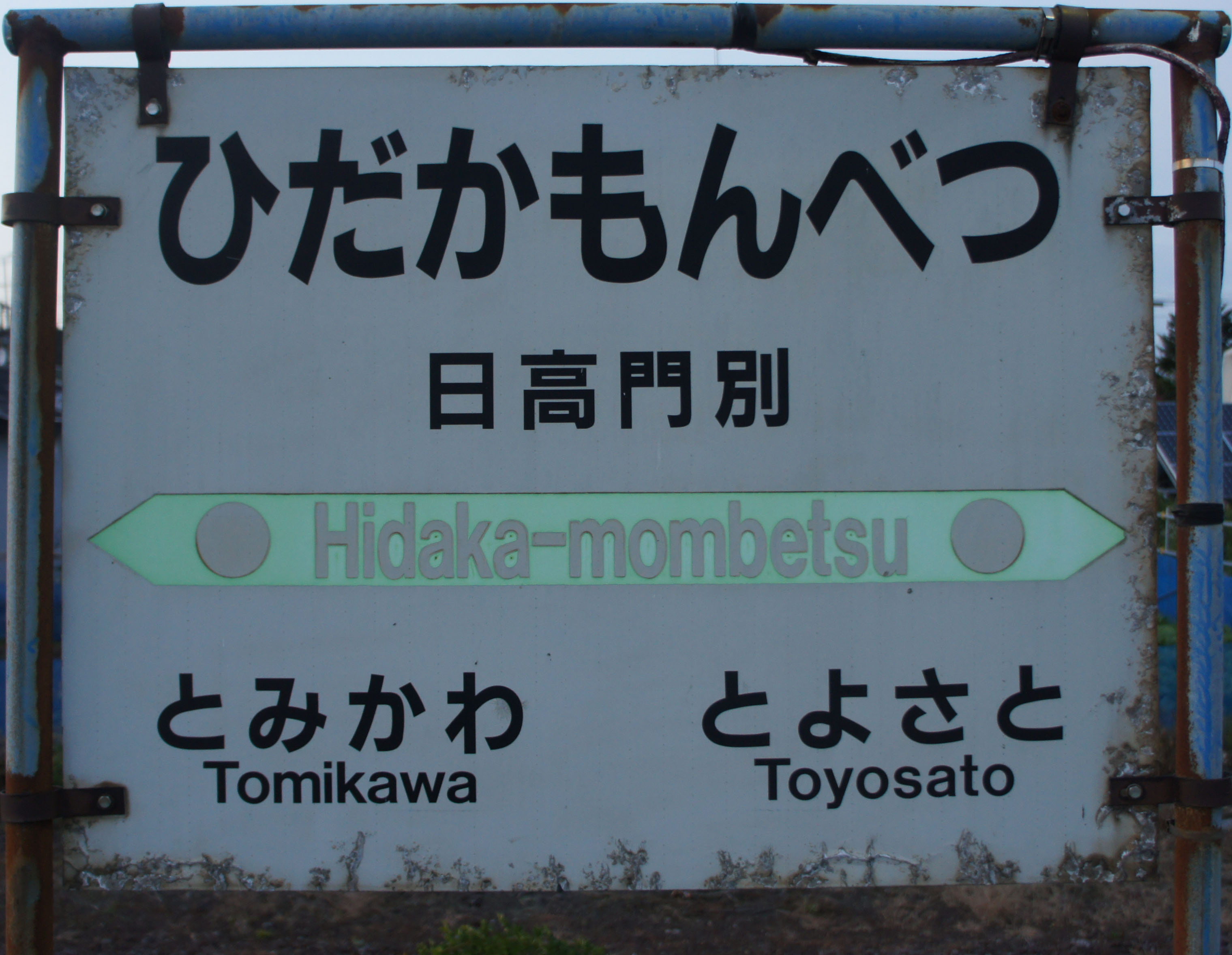
駅名標（2017年9月）

### 廃止後の活用
日高町は駅舎を改修したうえでホームや線路の一部を保存し、改修が完了した2022年（令和4年）6月12日に地域住民の交流・情報発信拠点として開業した。

### 駅前
駅前にはロータリーと駐車場があり、馬のシンボル像が象られた時計台のモニュメントが設置されている。駅横には遊具や東屋も設置された小公園がある。

## 利用状況
乗車人員の推移は以下のとおり。年間の値のみ判明している年については、当該年度の日数で除した値を括弧書きで1日平均欄に示す。乗降人員のみが判明している場合は、1/2した値を括弧書きで記した。また、「JR調査」については、当該の年度を最終年とする過去の各調査日における平均である。当駅についてはバス代行期間が存在するため、一部でバスと列車が別集計となっているほか、各年で集計期間が異なる。備考も参照。
| 年度               | 乗車人員 | 乗車人員 | 乗車人員 | 乗車人員 | 出典       | 備考                                                        |
| 年度               | 年間     | 1日平均  | JR調査   | JR調査   | 出典       | 備考                                                        |
| 年度               | 年間     | 1日平均  | 列車     | 代行バス | 出典       | 備考                                                        |
| ------------------ | -------- | -------- | -------- | -------- | ---------- | ----------------------------------------------------------- |
| 1981年（昭和56年） |          | (20.5)   |          |          | [ 17 ]     | 1日乗降人員：41                                             |
| 1992年（平成04年） |          | (50.0)   |          |          | [ 18 ]     | 1日乗降人員：100                                            |
| 2014年（平成26年） |          |          | 55       |          | [ JR北 3 ] | 当年の列車は単年の値。                                      |
| 2017年（平成29年） |          |          |          | 37       | [ JR北 4 ] | 2015年度末から鵡川 - 様似間バス代行。当年のバスは単年の値。 |
| 2018年（平成30年） |          |          |          | 39.5     | [ JR北 5 ] | 代行バスの値は過去2年平均                                   |
| 2019年（令和元年） |          |          |          | 39.3     | [ JR北 6 ] | 代行バスの値は過去3年平均                                   |
| 2020年（令和02年） |          |          |          | 34.3     | [ JR北 7 ] | 代行バスの値は過去4年平均                                   |

## 駅周辺
- 国道235号
- 北海道道351号正和門別停車場線
- 日高町役場（旧・門別町役場）
- 門別警察署本町駐在所
- 門別郵便局
- 苫小牧信用金庫門別支店
- 門別町農業協同組合（JA門別）本所
- ひだか漁業協同組合門別支所
- 軽種馬センター
- 日高門別川
- 道南バス「門別」停留所

## 隣の駅
北海道旅客鉄道（JR北海道）
日高本線
富川駅 - 日高門別駅 - 豊郷駅

#### JR北海道
1. 1 2  『日高線（鵡川・様似間）の廃止日繰上げの届出について』（PDF）（プレスリリース）北海道旅客鉄道、2021年1月5日。オリジナルの2021年1月5日時点におけるアーカイブ。2021年1月5日閲覧。
2. ↑  『日高線 厚賀〜大狩部間 67k506m 付近における盛土流出について』（PDF）（プレスリリース）北海道旅客鉄道、2015年1月13日。オリジナルの2015年1月15日時点におけるアーカイブ。2020年10月30日閲覧。
3. ↑  “日高線（鵡川・様似間）” (PDF). 線区データ（当社単独では維持することが困難な線区）(地域交通を持続的に維持するために).   北海道旅客鉄道. p. 3 (2018年8月1日). 2018年8月17日時点のオリジナルよりアーカイブ。2018年8月17日閲覧。
4. ↑  「日高線（苫小牧・鵡川間）」（PDF）『線区データ（当社単独では維持することが困難な線区）(地域交通を持続的に維持するために)』、北海道旅客鉄道、3頁、2018年7月2日。オリジナルの2018年8月17日時点におけるアーカイブ。2018年8月17日閲覧。
5. ↑  “日高線（鵡川・様似間）” (PDF). 線区データ（当社単独では維持することが困難な線区）(地域交通を持続的に維持するために).   北海道旅客鉄道. p. 3 (2019年10月18日). 2019年10月18日時点のオリジナルよりアーカイブ。2019年10月18日閲覧。
6. ↑  “日高線（鵡川・様似間）” (PDF). 地域交通を持続的に維持するために > 輸送密度200人未満の線区（「赤色」「茶色」5線区）.   北海道旅客鉄道. p. 3 (2020年10月30日). 2020年11月2日時点のオリジナルよりアーカイブ。2020年11月4日閲覧。
7. ↑  “駅別乗車人員  特定日調査（平日）に基づく”.   北海道旅客鉄道. 2022年8月3日時点のオリジナルよりアーカイブ。2022年8月14日閲覧。

#### 北海道運輸局
1. 1 2  『鉄道事業の一部廃止の日を繰上げる届出について』（PDF）（プレスリリース）国土交通省北海道運輸局、2021年1月5日。オリジナルの2021年1月5日時点におけるアーカイブ。2021年1月5日閲覧。